# Wilson Sideral
Wilson Sideral, nome artístico de Wilson da Silveira Oliveira Filho (Alfenas, 5 de maio de 1975), é um cantor, compositor, guitarrista e produtor musical brasileiro.
Irmão do músico Rogério Flausino e primo do músico Marcus Menna com quem tem canções em parceria de grande sucesso, Wilson Sideral vem de uma família mineira com bastante envolvimento na indústria musical. 
Suas composições misturam elementos do rock, soul, MPB e blues. Com indicações aos prêmios Grammy Latino e Prêmio Multishow de Música Brasileira, Wilson Sideral é também reconhecido por seu trabalho como compositor de sucessos para artistas consagrados da música pop brasileira, como Jota Quest ("Na Moral", “Fácil”, “Já Foi”…), Fiuk (“Foi Preciso Você”), Tomate (“Um Beijo Seu”, “Foi”, “You”…) e Funk Como Le Gusta (Yeah, Yeah, Yeah).

## Biografia
Sob influência da família, a paixão pela música surgiu logo cedo. “Cresci participando de serestas, vendo meus pais cantarem Lamartine Babo e meus tios cantando Roberto Carlos e clássicos da Jovem Guarda”, lembra.
Em 1987, Sideral montou a banda Contacto Imediato junto do irmão Rogério Flausino. No ano seguinte, aos 13 anos, conquistou o troféu de melhor instrumentista no Primeiro Festival de Rock de Poços de Caldas (Minas Gerais).
Sua segunda banda, a Capitão Gancho, foi montada em 1992, com repertório inspirado em clássicos do rock’n roll dos anos 70 e da cena retrô de Seattle.
Em 1993, a convite do amigo Alexandre Mourão, muda-se para Belo Horizonte, para integrar o grupo Omeriah, uma banda com fortes influências do reggae e da música caribenha, que gravou um disco pelo selo Plug/BMG. Após quatro anos como guitarrista, backing vocal e compositor do Omeriah, deixa o grupo e começa sua carreira solo, adotando, a partir de então, o nome artístico Wilson Sideral.
Sua primeira ‘demo’ de 1997, Um Caipira na Era Espaciar, foi recebida com entusiasmo pela cena independente de Belo Horizonte. 
Em 1998 começou a ganhar reconhecimento nacional após uma composição de sua autoria, a música "Fácil", ser gravada pela banda do irmão, Jota Quest. Por conta do sucesso desta música, a gravadora Universal Music oferece a Sideral um contrato para a gravação de seus dois primeiros discos: 1, de 1999, que foi produzido por Dudu Marote e que tem como destaque os hits "Não Pode Parar" e "Zero a Zero", e "Eu Estarei Com Você". O primeiro single, “Não Pode Parar”, foi muito bem aceito pelas rádios jovens, o que lhe rendeu um videoclipe que figurou no Top 20 da MTV. Por esse disco, Sideral recebeu a indicação ao prêmio de artista revelação no Prêmio Multishow de Música Brasileira do ano seguinte.
Seu segundo CD, Na Paz, de 2002, foi produzido por Tadeu Patolla. O álbum contou com as participações de Dinho Ouro Preto (Capital Inicial) e Bahiano (banda argentina Los Pericos), e emplacou o single “Um Beijo Seu”, como tema da novela teen Malhação. No final do ano, o álbum foi indicado ao Grammy Latino como melhor álbum de rock brasileiro.
Em julho de 2004, Wilson Sideral monta o seu selo independente Sideral Experience e, em outubro do mesmo ano, lança, em parceria com a Universal Music, o terceiro álbum, Lançado Ao Mar. A turnê deste cd lhe rendeu um convite pelo Multishow e Universal Music para participar do DVD, Um Barzinho e um Violão – Jovem Guarda, gravando o clássico de Roberto e Erasmo Carlos, “Lobo Mau”.
Em 2007 lança seu quarto álbum, Dias Claros, que emplaca três canções em trilha de novelas, “Fugindo de Mim” (Malhação), “Minha Garota” (Amor e Intrigas – Record) e um cover da canção de Cazuza “Exagerado” (Revelação – SBT ).
Em janeiro de 2009, em comemoração aos 10 anos do lançamento de seu primeiro álbum, Sideral gravou seu 1º álbum ao vivo. O álbum foi gravado na cidade de Serra no Espírito Santo. Dentre as faixas, estão as regravações das músicas "Fácil", "Na moral" e "O vento" (que são do Jota Quest), "Fogo" (que é do Capital Inicial) e "Metamorfose ambulante (que é do Raul Seixas). O lançamento deste CD e DVD ao vivo foi lançado no início de 2010
Em 2010, laça o EP #Singles. Com edição limitada, #Singles foi lançado exclusivamente em USB Flash Drive [Pen Drive], sendo o primeiro trabalho musical no Brasil com essa tecnologia.
Em 2015, Sideral tocou no Rock in Rio ao lado da cantora Luana Camarah.